# Idioma kaili
Kaili es una lengua austronesia, del grupo dialectal de las lenguas celébicas, y es una de las lenguas principales de Célebes Central. El área del idioma kaili es el ancho valle del río Palu, hacia el sur de Célebes y del río Palu.  El kaili es también hablado en las montañas, a ambos lados de este valle, y a lo largo de las costas del estrecho de Macasar o del golfo de Tomini.

## Dialectos
Se han descrito dieciséis variedades regionales de kaili, aunque la prestigiosa revista Ethnologue (2009) reconoce solo cuatro. Cada variedad recibe el nombre por la palabra que emplea para negar. Por ejemplo, en el noreste de Tawaili, los hablantes usan rai para expresar ‘no', mientras los hablantes de la región de Paragi, en el golfo de Tomini, usan tara.  Estas dos variedades suelen ser llamadas ‘kaili Rai' y ‘kaili Tara,' respectivamente, aunque no hay unanimidad para llamar a estas variedades lenguas, dialectos o subdialectos. Estas dos variedades también pueden llamadas ‘Tawaili' y ‘Parigi', el nombre de sus respectivas comarcas.
La lista siguiente recoge las variedades de la lengua kaili, representadas por su negación y nombre(s) alternativos:
| Negator | Otro nombre(s)          |
| ------- | ----------------------- |
| ende    | ToriBara, Baras         |
| tado    | A ri Io, Torio, Toriu   |
| inde    | A Kanggone, Banja       |
| da'Un   | Dombu, A Dombu          |
| unde    | Loli, Lole              |
| ndepuu  | Ganti                   |
| ledo    | Palu                    |
| doi     | Mamboro, Kayu Malue     |
| ija     | Sigi                    |
| ado     | Sibalaya                |
| edo     | Sidondo                 |
| taa     | Palolo                  |
| rai     | Tawaili, Tawaili-Sindue |
| raio    | Kori                    |
| tara    | Parigi, Pahigi          |
| ta'Un   | Sausu, Dolago-Sausu     |

## Clasificación de las variedades de la lengua kaili

### Adriani 1914
El lingüista Nicolaus Adriani reconoció ocho lenguas.  En este trabajo temprano, varias modalidades de la lengua kaili eran desconocidas para el autor.
- Tawaili  (= Rai)
- Palu  (= Ledo)
- Lole  (= Unde)
- Ganti  (= Ndepuu)
- Sigi  (= Ija)
- Pakuli  (= Ado, Edo)
- Parigi  (= Tara)
- Sausu  (= Ta'Un)

### Esser 1938
El lingüista S. J. Esser dividió la lengua kaili en tres grupos: occidental, grupos centrales y oriental.  Esser no aclaraba si sus divisiones representaban a dialectos o lenguas, pero Noorduyn concluyó que apuntaba hacia una lengua con tres dialectos principales.
- Kaili occidental (= Ende, Tado, Inde, Da'un, Unde, Ndepuu)
- Kaili central (= Ledo, Ado, Edo, Ija, Taa)
- Kaili oriental (= Rai, Tara, Ta'un)

### Kruyt 1938
Utilizando criterios antropológicos más lingüísticos, Alb. C. Kruyt dividió los pueblos de esta área en tres ‘anillos' o ‘círculos'.
- Anillo Pakawa (= Ende, Tado, Inde, Da'un)
- Anillo Kaili (= Unde, Ndepuu, Rai, Tara, Ta'un, Doi, Ledo)
- Anillo Sigi (= Ado, Edo, Ija, Taa)

### Barr y Barr 1979
Barr y Barr describió una lengua con seis dialectos (al que sumó el kulawi como séptimo dialecto), pero Ende y Tado adujeron que esta variedad no era hablada en Sulawesi central.
- Pekava  (= Inde, Da'un)
- Banava  (= Unde, Ndepuu)
- Tawaili-Sindue  (= Rai)
- Parigi  (= Tara, Ta'un)
- Palu  (= Doi, Ledo)
- Sigi ( = Ado, Edo, Ija, Taa)

### Ethnologue 2009
La web Ethnologue (16.º ed., 2009) reconoce cuatro lenguas. En esta última subclasificación, de gran prestigio en el nuevo milenio, el kaili Ledo agruparía a dialectos como Raio, Rai, Tara, Ta'un, Doi, Ledo, Ado, Edo, Ija y Taa.  
- Baras  (= Ende)
- Kaili Da'Un  (= Tado, Inde, Da'un)
- Kaili Ledo  (= Raio, Rai, Tara, Ta'un, Doi, Ledo, Ado, Edo, Ija, Taa)
- Kaili Unde  (= Unde, Ndepuu)